# House of Assembly (Anguilla)
Das House of Assembly ist die Legislative des britischen Überseegebiets Anguilla.

## Zusammensetzung
Mindestens alle fünf Jahre wählt die wahlberechtigte Bevölkerung Anguillas House of Assembly, dem neben sieben Wahlkreis-Direktmandaten (durch First-past-the-post), vier landesweit gewählte Direktmandate (durch Mehrfache nicht übertragbare Abstimmung, d. h. Wähler können bis zu vier Kandidaten auf ihren Stimmzettel wählen) sowie, von Amts wegen, der stellvertretende Gouverneur (Deputy Governor) und der Generalstaatsanwalt (Attorney General) angehören.

## Speaker
| Name                    | Amtszeit (Beginn) | Amtszeit (Ende) |
| ----------------------- | ----------------- | --------------- |
| Gouverneur von Anguilla | 1982              | 1985            |
| Atlin Harrigan          | 1985              | 1994            |
| Leroy Rogers            | 1994              | 2005            |
| David Carty             | 2005              | 2010            |
| Barbara Webster-Bourne  | 2010              | 2015            |
| Leroy Rogers            | 2015              | 2018            |
| Terry Harrigan          | 2018              | 2020            |
| Barbara Webster-Bourne  | 2020              |                 |

## Parlamentswahl 2020
|                          |                                     |                          |                          |                          |                          |                          |                          |                                   |                                   |                                   |                                   |                                   |              |    |
| Partei                   | Partei                              | Wahlkreis- Direktmandate | Wahlkreis- Direktmandate | Wahlkreis- Direktmandate | Wahlkreis- Direktmandate | Wahlkreis- Direktmandate | Wahlkreis- Direktmandate | landesweit gewählte Direktmandate | landesweit gewählte Direktmandate | landesweit gewählte Direktmandate | landesweit gewählte Direktmandate | landesweit gewählte Direktmandate | Sitze gesamt | ±  |
| Partei                   | Partei                              | Stimmen                  | %                        | Zahl Kandi- daten        | Sitze 2015               | Sitze                    | ±                        | Stimmen                           | %                                 | Zahl Kandi- daten                 | Sitze                             | ±                                 | Sitze gesamt | ±  |
|                          | Anguilla Progressive Movement (APM) | 3.689                    | 51,32                    | 7                        | 0                        | 4                        | ▲4                       | 11.971                            | 42,82                             | 4                                 | 3                                 | ▲3                                | 7            | ▲7 |
|                          | Anguilla United Front (AUF)         | 3.170                    | 44,11                    | 7                        | 6                        | 3                        | ▼3                       | 9.819                             | 35,12                             | 4                                 | 1                                 | ▲1                                | 4            | ▼2 |
|                          | Unabhängige                         | 328                      | 4,56                     | 3                        | 1                        | 0                        | ▼1                       | 6.166                             | 22,06                             | 7                                 | 0                                 | ▬                                 | 0            | ▼1 |
| Gesamt                   | Gesamt                              | 7.187                    | 100,00                   | 17                       | 7                        | 7                        | ▬                        | 27.956                            | 100,00                            | 15                                | 4                                 | Neu                               | 11           | ▲4 |
| Quelle: elections.gov.ai |                                     |                          |                          |                          |                          |                          |                          |                                   |                                   |                                   |                                   |                                   |              |    |

### Nach Wahlkreis
| Wahlkreis                   | APM Kandidat           | Stimmen | AUF Kandidat            | Stimmen | Unabhängige Kandidaten | Stimmen |
| --------------------------- | ---------------------- | ------- | ----------------------- | ------- | ---------------------- | ------- |
| 1 - Island Harbour          | Ellis Lorenzo Webster  | 493     | Oris Smith              | 336     | Palmavon Webster *     | 167     |
| 2 - Sandy Hill              | Jerome Roberts         | 302     | Cora Richardson-Hodge * | 318     |                        |         |
| 3 - Valley North            | Courtney Morton        | 657     | Evans McNiel Rogers *   | 697     |                        |         |
| 4 - Valley South            | Dee-Ann Kentish-Rogers | 861     | Victor Banks *          | 755     |                        |         |
| 5 - Road North              | Merrick Richardson     | 386     | Evalie Bradley *        | 238     | Rommel Hughes          | 89      |
| 6 - Road South              | Haydn Hughes           | 727     | Curtis Richardson *     | 540     |                        |         |
| 7 - West End                | Kimberley Fleming      | 263     | Cardigan Connor *       | 286     | Jamie Hodge            | 72      |
| landesweit (4 Sitze)        | Kyle Hodge             | 3.557   | Jose Vanterpool         | 2.983   | Lanny Hobson           | 1.643   |
| landesweit (4 Sitze)        | Kenneth Hodge          | 2.917   | Othlyn Vanterpool       | 2.420   | Aunika Lake            | 1.532   |
| landesweit (4 Sitze)        | Quincia Gumbs-Marie    | 2.840   | Lockhart Hughes         | 2.290   | Brent Davis            | 1.117   |
| landesweit (4 Sitze)        | Kennedy Hodge          | 2.657   | Mark Romney             | 2.126   | Sutcliffe Hodge        | 1.016   |
| landesweit (4 Sitze)        |                        |         |                         |         | Glenneva Hodge         | 609     |
| landesweit (4 Sitze)        |                        |         |                         |         | Elkin Richardson       | 148     |
| landesweit (4 Sitze)        |                        |         |                         |         | Merlyn Duncan          | 101     |
| * Bei der Wahl 2015 gewählt |                        |         |                         |         |                        |         |
| Quelle: elections.gov.ai    |                        |         |                         |         |                        |         |